# CS Patria
Club Sport Patria – ekwadorski klub piłkarski z siedzibą w mieście Guayaquil.

## Osiągnięcia

### Krajowe
- Serie A

| zwycięstwo (0):     | –    |
| drugie miejsce (1): | 1961 |

## Historia
Klub Patria założony został 18 września 1908 roku i jest najstarszym istniejącym klubem Ekwadoru. Największym sukcesem klubu było wicemistrzostwo kraju w roku 1961. Ostatni raz w najwyższej lidze Ekwadoru klub wystąpił w 1970 roku.